# Counthorpe and Creeton
Counthorpe and Creeton est une paroisse civile du Lincolnshire, en Angleterre.